# 肖特希爾斯 (新澤西州)
肖特希爾斯（英語：Short Hills）是位於美國新澤西州艾塞克斯縣的普查規定居民點。

## 人口
根據2020年美國人口普查的數據，肖特希爾斯的面積為13.64平方千米，當中陸地面積為13.61平方千米，而水域面積為0.03平方千米。當地共有人口14422人，而人口密度為每平方千米1,057.33人。